# تينزة (كتامة)
تينزة هي إحدى مشيخات المملكة المغربية، تتبع جغرافيا لإقليم الحسيمة وإداريًا لكتامة. يقدر عدد سكانها بـ 8,743 نسمة حسب الإحصاء الرسمي للسكان والسكنى لسنة 2004.